# نار هوهانیسیان
نار میکائیلی هوهانیسیان (ارمنی: Նար Միքայելի Հովհաննիսյան؛  زادهٔ ۱۲ آوریل ۱۹۱۳ - درگذشته ۲۵ دسامبر ۱۹۹۵) خواننده اپرا اهل ارمنستان بود.

## زندگی‌نامه
وی در ۱۲ آوریل ۱۹۱۳ در تفلیس به دنیا آمد و در سال ۱۹۴۱ از کنسرواتوار دولتی وانو ساراجیشویلی تفلیس فارغ‌التحصیل گشت. وی پسر نار-دوس بود. هوهانیسیان در کنسرواتوار دولتی کومیتاس ایروان فعالیت می‌کرد. وی همچنین برنده جوایزی همچون هنرمند مردمی ارمنستان شوروی، هنرمند مردمی اتحاد جماهیر شوروی (۱۹۶۹)، نشان جنگ میهنی و نشان لنین شد. وی در ۲۵ دسامبر ۱۹۹۵ در سن ۸۲ سالگی در ایروان درگذشت و در آرامستان مرکزی ایروان (توخماخ) به خاک سپرده شد.